# Bob Allen (Fußballspieler, 1916)
Albert Robert „Bob“ Allen (* 11. Oktober 1916 in Bromley-by-Bow; † 7. Februar 1992 in Epping Forest) war ein englischer Fußballspieler. Er absolvierte, zunächst als Offensiv-, später als Defensivspieler, für fünf verschiedene Vereine in einer fast 20-jährigen Profikarriere insgesamt 77 Partien in der Football League.

## Karriere
Allen wurde während seiner Schulzeit in West Ham für die Schülernationalmannschaft ausgewählt und bestritt 1931 Partien gegen Schottland und Wales; auch als Tennisspieler und Sprinter ragte er in seiner Jugendzeit heraus.
In der Folge spielte Allen als Amateur beim FC Leytonstone und wurde von Tottenham Hotspur bei der Football League registriert, zu einem Einsatz für die erste Mannschaft kam er allerdings nicht. Im Dezember 1933 kam er als Amateur zu Clapton Orient und bestritt am 24. Februar 1934 gegen Northampton Town seine einzige Partien in der Third Division South. Im Mai 1934 wurde er beim FC Fulham Profi und kam in den folgenden drei Jahren zu insgesamt elf Ligaeinsätzen in der Second Division. Trotz seiner Schnelligkeit und eines kraftvollen Linksschusses, konnte auf der linken Außenbahn nicht den erfahreneren Johnny Arnold verdrängen. Im Juni 1937 verließ er London und wechselte für eine Ablösesumme von £350 zum nordenglischen Drittdivisionär Doncaster Rovers. Dort absolvierte er in der Spielzeit 1937/38 31 Partien (6 Tore) und verpasste als Tabellenzweiter mit dem Klub knapp den direkten Wiederaufstieg. Dennoch kehrte er schon nach einem Jahr nach London zurück und schloss sich dem Erstligisten FC Brentford an, für den er aber kein Pflichtspiel bestritt. Kurz vor Ausbruch des Zweiten Weltkriegs wechselte Allen 1939 in die Southern League zum FC Dartford, die Saison wurde unmittelbar nach dem Kriegsausbruch nach drei Spieltagen abgebrochen.
In der Armee diente Allen als Fitness-Ausbilder (Physical Training Instructor); in den kriegsbedingten Ersatzwettbewerben gastierte er sporadisch bei Northampton Town und schloss sich diesem Klub bei Wiederaufnahme des regulären Spielbetriebs 1945 an. Bei Northampton bildeten in der ersten Nachkriegssaison 1946/47 zumeist Tom Smalley und Bill Barron das Verteidigerpaar, Allen kam als linker Verteidiger zu fünf Einsätzen, meist führte er das Reserveteam als Kapitän an. Mitte 1947 wurde Allen als Probespieler bei Colchester United vorstellig und nach einigen überzeugenden Auftritten im Reserveteam erhielt er einen Vertrag beim in der Southern League antretenden Klub. In den folgenden drei Spielzeiten absolvierte Allen 70 Ligaeinsätze in der Southern League, gewann 1950 den Southern League Cup und bestritt im FA Cup 1947/48 alle fünf Partien in der Hauptrunde, als Colchester bis ins Achtelfinale des landesweiten Pokalwettbewerbs vorstieß. Mit der Erweiterung der Football League bewarb sich Colchester 1950 erfolgreich um Aufnahme in die Third Division South. Allen war in den ersten Monaten Stammspieler auf der Linksverteidigerposition, ehe er im Februar 1951 in einem Auswärtsspiel beim FC Watford eine schwere Knieverletzung erlitt und seine Football-League-Karriere bei Colchester beendete.
Im August 1951 schloss sich Allen Bedford Town an und spielte damit erneut in der Southern League. Ein Jahr später erkrankte er schwer und lag mit der Aussicht auf einen einjährigen Aufenthalt im Krankenhaus. Zur finanziellen Unterstützung seiner Familie organisierte Colchester ein Benefizspiel, dem 4.500 Zuschauer beiwohnten. Nach seiner Genesung war der in Ilford wohnhafte Allen in Redbridge als Beamter im Bildungswesen tätig.